# Broløkke (Magleby Sogn)
 Denne artikel omhandler byen Broløkke (Magleby Sogn). Der er også andre byer med dette navn, se Broløkke.
Broløkke er en mindre hovedgård som nævnes i 1526 og kaldt Brobjerg. Navnet Broløkke, eller Brolykke er fra 1650. Gården var hovedsædet i det nu ophævede Stamhuset Ahlefeldt og ligger i 
60 hektar til Broløkke, landbrugsjorden er nu under nabogården Nordenbrogård.

## Ejere af Broløkke
- (1526-1577) Kronen
- (1577-1600) Anne Lunge gift Steensen
- (1600-1640) Hans Knudsen Steensen
- (1640-1655) Henrik Jespersen Mylting
- (1655-1660) Dorte Oldeland gift Mylting
- (1660) Christen Lauritsen
- (1660) Margrethe Christensdatter Lauritsen
- (1660-1664) Jon Lauritsen
- (1664-1713) Christen Jensen Holmsted
- (1713-1724) Karen Hansdatter Krag gift Holmsted
- (1724-1729) Frederik Christensen Holmsted
- (1729-1739) Bent Christensen Holmsted
- (1739-1743) Niels Rasmussen
- (1743-1744) Frederik greve von Ahlefeldt
- (1744-1749) Dines Christian Krag
- (1749-1759) Christiane Zumbildt gift Kragenskiold
- (1759-1773) Frederik greve von Ahlefeldt
- (1773-1826) Christian greve Ahlefeldt-Laurvig
- (1826-1866) Slægten Ahlefeldt-Laurvig
- (1866-1917) Christian Johan Frederik greve Ahlefeldt-Laurvig
- (1917-1947) Frederik Ludvig Vilhelm greve Ahlefeldt-Laurvig
- (1947-1970) Kai Benedict greve Ahlefeldt-Laurvig
- (1970-2001) Ulrik Benedict greve Ahlefeldt-Laurvig
- (2001-) Niels Brent greve Ahlefeldt-Laurvig (jorden)
- (2001-2004) Ulrik Benedict greve Ahlefeldt-Laurvig (hovedbygningen)
- (2004-2019) Nils Palmqvist (hovedbygningen)
- (2019-2020) Jacob Wolff-Petersen & Lars Stoltze (hovedbygningen)